# Ondřej Fibich
Ondřej Fibich (* 27. ledna 1954 Praha) je český básník, šumavský regionalista a vydavatel díla Karla Klostermanna. V mládí byl sportovcem (fotbalovým brankářem v pražské Dukle, kde „kryl záda“ Ivo Ivu Viktorovi), posléze disidentem, autorem, editorem či (od roku 1971) vydavatelem samizdatových publikací a antologií v Praze a  – po svém přestěhování - v Pošumaví (časopis DRU,  edice Cor cordium a Setba samot, celkově vydáno cca 80 titulů). Od roku 1990 oficiálně vydal celou řadu básnických sbírek, souborů krajových pověstí, vlastivědných publikacích o Pošumaví a knih pro děti. Básně publikoval i v Německu, Nizozemsku, Polsku a Francii. Napsal také řadu textů pro hudbu od populární (Marta Kubišová) po folk (Petr Lutka); k těm nejzajímavějším patří básnický doprovod „konceptuálních“ alb / folkrockových oratorií Královna severních záseků a Poslední večeře podle Leonarda. Vedle řady manuálních profesí (za normalizace) pracoval jako nakladatel, editor, knihkupec a antikvář. Člen Společenství bardů.

## Život

### Mládí
Jeho matka pocházela z Moravy (Bítov, rodina pana řídícího později vystřídá celou řadu míst: Slavonice, Staré Hobzí, Stonařov, Jemnice – na jednom z nich zachrání zpola utopené dívce / budoucí Fibichově matce život básník a kněz Jakub Deml), otcův (proletářský) rod z Kutné Hory. Fibichův otec byl dlouho přesvědčeným komunistou, v 60. letech docentem na FF UK v Praze a zakladatelem naší politologie. Po srpnu 1968 se rodina uchýlila do Rakouska (Vídně), odkud se v roce 1969 vrací. Od roku 1969 a otcova vyloučení ze strany jsou oba rodiče nuceni vykonávat manuální profese. Ondřej Fibich se narodil 27. ledna 1954 na Křižíkově ulici v pražském Karlíně, později se s rodiči přestěhoval do (tehdy venkovské) Liboce (ulice s příznačným názvem Na Okraji). Zde chodí na základní školu a začíná se věnovat sportu – zejména fotbalu (jako brankář mládežnických oddílů pražské Dukly). Rodinné prostředí formuje jeho vztah k umění: blízkým Fibichovým příbuzným je básník Vítězslav Nezval, Fibichův otec se přátelí s celou řadou básníků a výtvarníků, matka měla kromě poezie blízko také k divadlu. První Fibichovy básnické pokusy spadají do časů středoškolských studií (s pomocí tamního ředitele je syn z politicky perzekvované rodiny přijat na gymnázium ve Vysočanech). Po ukončení gymnázia vystudoval F. nástavbu střední školy knihovnické.

### Normalizace
První Fibichovy oficiálně prezentované práce jsou jak samizdatové opusy – zejména básně, překlady a texty o literatuře - psané  do „legendárního samizdatového časopisu DRU“, tak texty pro děti -uveřejňované také oficiálně, např. v Mateřídoušce. Delší opus s křesťanskou symbolikou (Vánoční suita) byl dokonce na počátku normalizace realizován v pražské Viole (režie Jiřina Steimarová, recitace Milena Steinmasslová, hudební doprovod skupina Lesika Hajdovského). Fibicha postupně formují setkání s výraznými (oficiálním režimem spíše trpěnými) tvůrci jako Jaroslav Seifert a Vladimír Holan; fotograf Josef Sudek či rodinný přítel Jiří Trnka. K jeho dalším přátelům a známým patří například Leo Pavlát nebo Josef Spěváček alias Joe Indian (jeden z předobrazů Spielbergova Indiany Jonese). V disentu - na vydávání samizdatových publikací se podílí od roku 1971 - se seznamuje s osobnostmi jako Bedřich Fučík nebo Marta Kubišová, spolupracuje se Zdeňkem Urbánkem a Petrem Pospíchalem, po odchodu z Prahy do Pošumaví (v Jemnici u Radomyšle vydává samizdatovou edici Cor cordium, další jím vedená edice nese mluvící název Setba samot) s Bohumírem Lifkou a Františkem Danielem Merthem, s dalšími představiteli naší nezávislé kultury pak při pořádání souboru Básníci a samotáři (jejž připravil společně s Jiřím Brixim). Do roku 1989 pracuje až na výjimky (v čase kolem Charty 77 prodává v antikvariátu ve Skořepce) jako dělník v Praze (např. ve slévárně), České Kamenici (papírna) a konečně na českém jihu (při vykládání vagónů nebo v kravíně). Píše písňové texty, básně a publicistiku.  V roce 1984 se nechal pokřtít. Po určitou dobu – 1996 – 2001 – byl členem Suverénního řádů Maltézských rytířů. Podepsal několik petic za propuštění Václava Havla z vězení a koncem 80. let i Několik vět. Knižně mu až do roku 1990 žádná oficiální publikace nevyšla.

### Aktivity po roce 1989
Nadále pobývá na různých místech Pošumaví (Jemnice u Radomyšle, Strakonice). (Dlužno podotknout, že tento kraj učaroval v časech normalizačních a časně popřevratových také dalším básníkům / příchozím zdaleka: například Jiřímu Staňkovi nebo Romanu Szpukovi.) Věnuje se tamním lidovým pověstem, které sbírá a upravuje, dějinám tamního kraje – a přítomnosti řádu johanitů v něm. Řadu jím připravených, sepsaných či vydaných textů bychom mohli pokládat za vlastivědné práce v širším slova smyslu (mísící pojednání o přírodě a tradicích s emocionálně a esteticky odbarveným výkladem dějinného vývoje stejně jako vlastními či cizími texty umělého nebo lidového původu; diachronní podání mnohovrstevných faktů se proměňuje v synchronně působící hlubinnou ekologii – po vzoru Václava Vokolka). K vrcholům této linie Fibichovy tvorby patří Nebe studánek I – III (s podtitulem Pověstné prameny Šumavy, Pošumaví a jihozápadních Čech; 2009 – 2014). Na Strakonickém hradě provozuje knihkupectví a antikvariát; celou řadu knih svých i cizích vydává ve vlastním nakladatelství (Nakladatelství Hrad) – k nejvýznamnějším patří čtyřsvazkové Klostermannovy Vzpomínky na Šumavu (I – IV; 2006 – 2018), edice židovských pověstí z kraje mezi Českými Budějovicemi a Domažlicemi Moudrý rabi z Rabí (2017) nebo z prvorepublikových materiálů těžící Nejúplnější místopisný slovník staré Šumavy (2009; jehož byl vedoucím redaktorem i hlavním autorem). Zapomenuta by neměla být ani Fibichova spoluúčast na zpřítomnění jedné z nejvýznamnějších osobností lidové architektury na jihu Čech Jakub Bursa a jihočeská venkovská architektura (2015; dalšími autory publikace jsou Pavel Hájek, Jan Müller, Ivana Řandová, Jana Štorková a Karel Skalický; knihu vydal Národní památkový ústav). Přes tyto mnohostranné aktivity je Ondřej Fibich především básníkem, autorem nyní už oficiálně vydávaných sbírek. A také textařem; na hudebních nosičích od 90. let XX. století do současnosti prezentovaná díla však obsahují řadu textů, jejichž zárodečná podoba vznikala ve spolupráci s osobnostmi naší nezávislé hudební scény již od let sedmdesátých. V téže době vznikaly i první Fibichovy texty pro dětského čtenáře; také ty se svého knižního vydání dočkaly až po listopadu.
V současnosti žije na Šumavě (Stachy, Horská Kvilda) a omezuje či spíše koncentruje své aktivity na vydávání vlastních knižních publikací – v témže žánrovém rozpětí jako v předchozím období.

## Literární textařské, editorské a vydavatelské dílo
Významná díla: Básníci a samotáři (samizdatová antologie; 1980; s Jiřím Brixim), Země Jana Křtitele (první oficiálně vydaná sbírka; 1990), Upoutat mračna (básnický obraz Sidonie Nádherné; 2016), V slámě spí (texty vánočních písní, 1995), Rytíři svatého Jana (eseje o smyslu dějin, 2004), Ze Šumavy špalíček pohádek a básniček (tvorba pro děti; 2016), Nebe studánek I – III (Pověstné prameny Šumavy, Pošumaví a jihozápadních Čech; vlastivědná publikace; 2009 – 2014).

### Počátky tvorby (do roku 1989)
S výjimkou časopiseckých otisků básní pro děti (Mateřídouška) – které zde nejsou uvedeny – jde o vesměs o tvorbu samizdatovou či rukopisnou.
- Balada holandská – poema, 1971, samizdat
- Golem – rukopis sbírky básní, 1976, zabaveno StB
- Stance – sbírka básní, 1978, samizdat
- Jezero – poema, 1979, samizdat

### Literární tvorba po roce 1989
- Země Jana Křtitele – sbírka básní, Kruh a Fokus, edice KDM, Kostelec nad Černými lesy 1990: Fibichova zralá oficiální básnická prvotina (rozkročená mezi tvorbou Bohuslava Reynka a Františka Daniela Mertha) obsahuje texty z let 1979 – 1988. Stručný, přesně a ostře rytmovaný text ústí pointou k duchovnímu přesahu za hranici v předmětném světě viditelného.
- Podoby soumraku – sbírka básní, Karmelitánské nakladatelství, Kostelní Vydří 1995: Rytmické a veršové rozvolnění vede spíše k myšlenkové koncentraci (jíž prospívá také oproštění textu od emblematické zdobnost) a ku zvýraznění křesťanského hodnotového rámce, do nějž je veršová osnova vpletena.
- Čtyři rytíři – legendy a pověsti kraje prácheňského, Setkání, České Budějovice 1997: Soubor z lidové slovesnosti prácheňského úkraji čerpajících, jemně ovšem aktualizovaných (vizme jen titulní, prorocké síly nabývající text) legend a pověstí určených dětskému i dospělému čtenáři. Na půvabu dodávají knize kongeniální ilustrace Zdirada J. K. Čecha.
- Pasovské elegie/Passauer Elegien – sbírka básní (do němčiny přeložil Harald Grill), Nakladatelství Franze Kafky, Praha 1998: Česko – německé vydání útlé Fibichovy sbírky zvýrazňující společné kulturní a dějinné zázemí obou národů a kultur.
- Tři básníci -  (spolu s Jiřím Staňkem a Martinem Gregorou) (troj)sbírka básní a písňových textů, Artefact, Praha 1998.
- Topografie – sbírka básní, Nakladatelství Petrov, Brno 2001: Hlubinné ohledávání vnějších i vnitřních krajin.
- Kniha poutníků – sbírka básní, Triton, Praha 2002: Kniha o hledání; a hledačství těch, kteří se ze sebe vydali na cestu za sebe, aby nalezli věci nad sebou. Básnický experiment ražby až rotreklovské pojí se s vypětím existenciálním.
- Pohanský les – sbírka básní, BBart, Praha 2002: „Básnické tresti šumavského mikrokosmu se všemi historickými, národními, jazykovými a přírodními osobitostmi.“ (Jan Šulc)
- Dudáci v pověstech a na starých pohlednicích: dudáci na Strakonicku – edice Cor cordium, Strakonice 2002: Pověsti a písně.
- Písecká strašidla, aneb, Čertovy obrázky: pověsti z města a okolí – Praam, Písek 2002
- Rytíři svatého Jana (aneb duše jihočeské krajiny kolem Radomyšle) – eseje o smyslu dějin, Praam, Písek 2004: Esejistické dílo vznikající postupně už od roku 1979. Fibich v něm zdůrazňuje propojení světa předmětného se světem duchovním, osudů daného kraje, maltézského řádu a zde žijících lidí. Předjímá tím pozdější snažení např. Václava Cílka či J. Sádla.
- Prácheňský poklad I – IV – sbírka krajových pověstí, Nakladatelství Hrad, Strakonice 2006 – 11: Čtyřsvazkový soubor krajových pověstí; určený opět dětskému i dospělému čtenáři. Ten dětský ocení na často minimální ploše uplatněné stylistické mistrovství a smysl pro humor, dospělý zase Fibichovu snahu jen minimálně upravovat původní (lidové) podání.
- Nebe studánek I – III – Pověstné prameny Šumavy, Pošumaví a Jihozápadních Čech, Nakladatelství Hrad, Strakonice 2009 – 14.
- Co vyprávěla řeka Volyňka: s pověstmi od Bohumilic k Volyni – Nakladatelství Hrad, Strakonice 2010. Soubor krajových pověstí s fotografiemi Ivany Řandové.
- Pověsti královského města Písku – Nakladatelství Hrad, Strakonice 2010. Sbírka místních pověstí s ilustracemi Zdirada Čecha.
- Staré pověsti vimperské; Čarovná ves Štítkov: pověsti zpod Svatomáří  - Nakladatelství Hrad, Strakonice 2010. Další z Fibichových souborů místních a krajových pověst; přičemž Fibich pracuje       (a to také jinde) jak s látkou původně českou, tak i s tou původně německou. S fotografiemi Ivany Řandové a ilustracemi Zdirada Čecha.
- Příběhy ze Zlaté stezky: pověsti z Prachatic a okolí – Nakladatelství Hrad, Strakonice 2011. Sbírka místních a krajových pověstí s fotografiemi Ivany Řandové.
- Okřesáno tmou – sbírka básní, Art et Fact, Strakonice 2011: První oddíl je věnován krajině kolem Radomyšle, druhý zejména přítomným i dávným duchovním přátelstvím (Sudek, Seifert, Merth, Brodskij).
- Co vyprávěl Slavník - AgAkcent pro zájmové sdružení Slavník, Klatovy 2012: Soubor pověstí vážících se k vrchu Slavník v Pačejovské pahorkatině u Horažďovic. S fotografiemi Ivany Řandové.
- Šumavské pohádky a říkadla – Nakladatelství Hrad, Strakonice 2012: Z pokladnice místního folkóru čerpající knížka; určená tentokráte především dětskému čtenáři.
- Pod hradem dobršským: pověsti z krajiny Čestic, Drážova, Dřešína, Hoslovic, Němčic, Nové Vsi, Přečína, Úbislavi, Vacova a Vrbice - Nakladatelství Hrad ve spolupráci se Sdružením pro obnovu Dobrše, Strakonice – Dobrš 2013. Sbírka místních pověstí doplněná fotografiemi Ivany Řandové.
- Písecký betlém 1900: 2011-2015 – Nakladatelství Hrad, Strakonice 2015. Fibichův básnický doprovod k obrázkům Zdirada J. K. Čecha.
- Slovníček šumavských strašidel – Nakladatelství Hrad, Strakonice 2015: Další z Fibichových publikací určených spíše dětskému čtenáři. Půvabný kapesní slovníček všech strašidel, která se proháněla Šumavou a naháněla strach zdejším obyvatelům. Autentické pověsti, tak, jak si je vyprávěli Šumaváci obou zdejších národů.
- Upoutat mračna – Druhé město, Brno 2016. Básnický obraz Sidonie Nádherné.
- Ze Šumavy špalíček pohádek a básniček – Nakladatelství Hrad, Strakonice 2016. Soubor dětskému čtenáři určených pohádek a básniček; zatímco texty pohádkové tíhnou spíše k látce folklórní, ve své dětské poezii nezapře Ondřej Fibich příbuzenskou blízkost básnění Nezvalovu.
- Moudrý rabi z Rabí: židovské pověsti Jihozápadních Čech – Ondřej Fibich, Osek 2017. Krajově ukotvené židovské pověsti a legendy. S doslovem Lea Pavláta.
- Strašidla na Kašperku: pověsti z hradu a okolí  - Ondřej Fibich, Antýgl 2018. Další ze souborů místních pověstí; tentokrát s ilustracemi Petra Štěpána.
- Za obzorem: několik vzpomínek – Ondřej Fibich – Antýgl, Strakonice 2019. Vzpomínková kniha rytmovaná po vzoru básnické obraznosti, v níž zdánlivě volná střída asociací vytváří nakonec logickou, sémanticky nasycenou strukturu. Vytvářející působivý obraz autorova dětství, mládí a zrání – lidského i tvůrčího.
- Za pověstmi Šumavy – Cpress, Brno 2020. Soubor krajových pověstí s ilustracemi Petra Štěpána.
- Šumavský pohádkář – Ondřej Fibich – Antýgl, Strakonice 2020. Ve folklórní látce kořenící pohádkové příběhy.
- Cesty k Šumavě – Ondřej Fibich – Antýgl, Strakonice 2021. Spirituální eseje. Životní bilance básnická i lidská.
- Ztracený povídky - Ondřej Fibich - Ondřej Fibich, Strakonice 2023. Soubor (částečně biografických či autobiografických) povídek a črt.
- Vzpomínky na Šumavu (Pověstný obr Rankl-Sepp aneb Život Josefa Klostermanna) - Ondřej Fibich - Antýgl/Ondřej Fibich, Strakonice 2023 (ve spolupráci s Muzeem Šumavy v Kašperských Horách a Městským muzeem ve Volyni). Beletrizovaná biografie.

Přebal knihy Vzpomínky na Šumavu (Pověstný obr Rankl-Sepp aneb Život Josefa Klostermanna)

### Práce popularizační a odborné
- Dvě tváře Evropy = Two faces of Europe = Due volti dell’ Europa : [Radomyšl, Montoggio] - [text Ondřej Fibich , foto Ivana Řandová... et al. ; translation Eva Čapková ... et al.] Škola obnovy venkova, Radomyšl 2008: Pojednání o dvou partnerských městech.
- Nejúplnější místopisný slovník staré Šumavy: od Adámků po Žumberk – Nakladatelství Hrad, Strakonice 2009. Ondřej Fibich a jeho spolupracovníci vyhledali veškeré obydlené body staré Šumavy, které obsahovaly Místopisný slovník Československé republiky z roku 1929 nebo Chytilův místopis Československé republiky z roku 1930. V této knize jsou tedy obsaženy veškeré obydlené body z tehdejších okresů Český Krumlov, Domažlice, Kaplice, Klatovy, Prachatice, Sušice, Volyně, ať politické nebo soudní: města, městečka, vsi, ale i hájovny, doly, hutě, mlýny, továrny apod.
- Rytíři svatého Jana a jejich hrad ve Strakonicích – (spoluautor Tomáš Durdík) Nakladatelství Hrad, Strakonice 2011. Pojednání o vztahu maltézských rytířů k jihočeskému městu.
- Bramborákový receptář z Chluman: sbírka krajových a rodinných receptů – Ondřej Fibich, Chlumany 2014. Místně ukotvená kuchařka tradičních pokrmů z brambor.
- Svéradice 750 let: domy, lidé, osudy: 1264-2014 – Nakladatelství Hrad, Strakonice 2014 – vydáno pro obec Svéradice. Jubilejní pojednání o dějinách obce ležící v okrese Klatovy v Plzeňském kraji. S fotografiemi Ivany Řandové
- Jakub Bursa a jihočeská venkovská architektura – (další autoři: Pavel Hájek, Jan Müller, Ivana Řandová, Karel Skalický, Jana Štorková) Národní památkový ústav, České Budějovice 2014. Fotograficky bohatě vybavená kniha se zabývá jihočeským venkovským stavebnictvím 19. století na základě průzkumu myšlenkového světa, životního stylu a řemeslnických zvyklostí dané doby.
- Pošumavský bylinář z Chluman: devět léčivých bylin a magické kvítí – Ondřej Fibich, Chlumany 2015.
- Vypečený pekař z Chluman: návody ku pečení chleba, placek a pečiva – Ondřej Fibich, Chlumany 2016.
- Obrazy z dějin Strakonic: 650 let města - (s Karlem Skalickým) Nakladatelství Hrad, Strakonice 2017
- Léčivé nápoje z Chluman: výluhy, mixy, elixíry – Ondřej Fibich, Chlumany 2017. Z pokladnice lidového bylinkářství a léčitelství.
- Stromová apatyka z Chluman II (Léčivé vlastnosti listnáčů a jehličnanů) - Ondřej Fibich - Ondřej Fibich, Strakonice 2023. Léčitelské i gurmánské (krajově orientované) recepty.

### Spolupráce s hudebníky
- Vánoční suita – básně a písňové texty, 1973, samizdat, hudba Lesik Hajdovský, 1973
- Poslední večeře – texty pašijí, 1973, samizdat, hudba Lesik Hajdovský, 1975
- Konec obelisku – antologie zakázaných písničkářů a básníků, 1978, samizdat
- Královna severních záseků – text oratoria o Zdislavě z Lemberka, 1988, samizdat, zhudebnil a nahrál s různými hudebníky Jiří Smrž, 1995, Monitor
- V slámě spí – texty koled jiných zimních písní nahrála skupina Fénix pod vedením K. Navrátila, 1995, Melantrich
- Poslední večeře podle Leonarda – rozšířený text pašijí z r. 1973, 1996, zhudebněno a nahráno skupinou Fénix pod vedením J. Trauba a K. Navrátila, 1997, Pukky Records
- Tři jablka – texty písní, zhudebnili různí autoři (interpretem je převážně P. Lutka), 1994, Kvas Praha – Libkovice
- Radost mysle vánoční – text vánočního oratoria, skupina Jistem a Sbor svatého Martina, 2008, Radomyšl
- Andělé Kratochvíle – kniha a CD (hudba Mikoláš Troup), 2014, Národní památkový ústav
- Pelikán – texty na CD skupiny Křečový žíly, 2017, Hajany

### Činnost nakladatelská a editorská
- Básníci a samotáři – antologie zapomenutých i zakázaných autorů (s J. Brixim), 1980, samizdat
- KLOSTERMANN, Karel: Vzpomínky na Šumavu I – IV, Nakladatelství Hrad, Strakonice 2006 – 2018
- SPĚVÁČEK, Jan: Tulák po světech, Nakladatelství Hrad, Strakonice 2012
- LACINA, Zdeněk: Otava. Řeka, která se nenarodila, Nakladatelství Hrad, Strakonice 2015
- LACINA, Zdeněk: Šumavská přeřekadla, Nakladatelství Hrad, Strakonice 2016
- SPĚVÁČEK, Jan: Od Blaníku do všech světadílů, Hrad, Strakonice 2016
- Abysme se nezbláznili – Gymnázium Vysočany mezi Palachem a Chartou, Galén, Praha 2019 (s M. Paříkem a M. Schulzem)[1]